# Nimet Baş
Nimet Baş (korábbi nevén: Çubukçu) török jogász, politikus, a török parlament képviselője (Igazság és Fejlődés Pártja, AKP), az első és a második Erdoğan-kormány államminisztere 2005 – 2009, oktatási minisztere 2009 – 2011 között.
1965. március 2-án született Törökországban, Ayrancı városában (Karaman tartomány).
1988-ban diplomázott az Isztambuli Egyetem jogi karán. 1990-ben kezdett dolgozni Isztambulban, mint független ügyvéd a fiatalkorúak bíróságán.
2002. november 3-i választásokon az AKP isztambuli vezetőhelyettesévé választották, majd 2005. június 2-án nevezték ki a Női és Családjogi Minisztérium élére, később az AKP tisztségében 2007. július 22-én újraválasztották. Hosszú ideig az egyetlen női miniszterként szolgált a kabinetben, majd 2009. május 3-án a Nemzeti Oktatási Minisztérium vezetője lett.
2011. július 15-én elvált férjétől (Birol Çubukçu), és ekkor vette fel korábbi nevét (Nimet Baş), egy gyereke született a házasságból (Çağrı). Középfokú nyelvvizsgával rendelkezik német nyelvből.
Miniszterként számos kérdésben felszólalt a török parlamentben: pl. a nők számára menedéket nyújtó védő- és árvaházakban uralkodó állapotok kapcsán, illetve az árva lányok prostitúcióra kényszerítése ellen. Az ezekben az intézményekben dolgozó női alkalmazottak, felügyelők a kritika hatására felszólították a lemondásra.

## Fordítás
- Ez a szócikk részben vagy egészben  a   Nimet Çubukçu című török Wikipédia-szócikk fordításán alapul.  Az eredeti cikk szerkesztőit annak laptörténete sorolja fel. Ez a jelzés csupán a megfogalmazás eredetét és a szerzői jogokat jelzi, nem szolgál a cikkben szereplő információk forrásmegjelöléseként.
- Ez a szócikk részben vagy egészben  a   Nimet Çubukçu című angol Wikipédia-szócikk fordításán alapul.  Az eredeti cikk szerkesztőit annak laptörténete sorolja fel. Ez a jelzés csupán a megfogalmazás eredetét és a szerzői jogokat jelzi, nem szolgál a cikkben szereplő információk forrásmegjelöléseként.